# Myrtales
Myrtales (Juss. ex Bercht. & J. Presl, 1820) è un ordine di angiosperme, dalle foglie opposte, stipole corte e forti venature, fiori con petali clavati.
La datazione delle Myrtales, utilizzando il DNA nucleare, è stata posta a circa 89-99 milioni di anni fa in Australasia. Vi è tuttavia qualche contesa in merito a questa data: analizzando il DNA dei cloroplasti, si ritiene invece che l'antenato delle Myrtales si sia evoluto nel periodo medio-cretaceo (100 milioni di anni) nel sud-est dell'Africa, piuttosto che in Australasia.
Il nome di questo taxon deriva da quello della famiglia Myrtaceae, qui inclusa.

## Tassonomia

### Classificazione APG
La moderna classificazione APG IV (2016) assegna all'ordine le seguenti famiglie:
- Alzateaceae S. A. Graham
- Combretaceae R. Br.
- Crypteroniaceae A. DC.
- Lythraceae J. St.-Hil.
- Melastomataceae Juss.
- Myrtaceae Juss.
- Onagraceae Juss.
- Penaeaceae Sweet ex Guill.
- Vochysiaceae A. St.-Hil.

### Sistema Cronquist
Nella tassonomia classica del Sistema Cronquist l'ordine Myrtales si suddivide in otto famiglie:
- Sonneratiaceae
- Lythraceae
- Penaeaceae
- Crypteroniaceae
- Thymelaeaceae
- Trapaceae
- Myrtaceae
- Punicaceae
- Onagraceae
- Oliniaceae
- Melastomataceae
- Combretaceae

### Cambiamenti
Rispetto al sistema Cronquist le modifiche non sono estremamente rilevanti, in particolare:
- Vochysiaceae è stata qui inclusa dall'ordine delle Polygalales, al suo interno sono state invece incluse le Thymelaeaceae.

- Le famiglie Sonneratiaceae, Trapaceae e Punicaceae sono state inserite nelle Lythraceae.
- Le famiglie Psioxylaceaee e Heteropyxidaceae sono state spostate nelle Myrtaceae.
- Memecyclaceae è invece inclusa nelle Melastomataceae.